# Juan Quintero Muñoz
Juan Quintero Muñoz (Ceuta, 19 de junio de 1903 - Madrid, 26 de enero de 1980) fue un compositor de cine y pianista español.

## Biografía
Juan Quintero Muñoz nació en Ceuta el 19 de junio de 1903. Su nacimiento en Ceuta fue accidental, ya que sus padres se encontraban allí tan solo por motivos laborales, siendo su residencia habitual la localidad gaditana de San Roque. A los seis años comenzó a tomar lecciones de solfeo y piano con una profesora particular. A los nueve años su familia se trasladó a Madrid, donde Juan Quintero continuó su formación musical.
Ingresó como niño de coro en la Capilla Gregoriana que dirigía en Madrid el maestro Pardo. A los once años compuso un cuplé titulado El monoplano, que fue editado y estrenado en el cabaret Ideal-Rosales, y por el que recibió a los tres meses diez pesetas y tres céntimos por derechos de autor. En 1915 ingresó en el Real Conservatorio de Música de Madrid. Estudió armonía con Abelardo Bretón y composición con Amadeo Vives. Estudió piano con Joaquín Larregla y violín con Julio Francés. Finalizó su carrera en 1925, obteniendo el premio extraordinario de piano.
Desde 1925 hasta la guerra civil española, Juan Quintero se dedicó preferentemente a la interpretación como pianista, bien de música clásica bien de música ligera. También realizaba suplencias en las orquestas de varios teatros madrileños como violinista. Acompañó al violinista ruso Miltems y al violonchelista húngaro Faldhesy, y formó parte del grupo de cámara Doble Quinteto Español. También acompañó al tenor argentino Spaventa, y a Celia Gámez en una de sus primeras visitas a España.
A principios de los años treinta compuso, junto al violinista Jesús Fernández Lorenzo, una de sus obras más conocidas, el pasodoble torero En er mundo, creado para un saxofonista cubano, oriundo de Manzanillo, Oriente, de apellido Calzado pero mundialmente conocido como Aquilino, que triunfaba entonces en Madrid. En 1932 compuso Morucha, otra de sus canciones más populares. Durante esta etapa compuso otras canciones, tangos y pasodobles como Desencanto, Ojitos de luto, A mi madre, Talento, Frenazo, Abisinia, etc.
Al estallar la guerra civil trabajó como pianista acompañante y violinista en la orquesta del cine Capitol y en el Teatro Alcalá de Madrid. Aunque no fue enviado al frente, fue movilizado y desempeñó funciones administrativas para el ejército republicano en un cuartel de Madrid. En 1938 contrajo matrimonio con Paquita Martos.
El 14 de marzo de 1941 se estrenó en el Teatro Eslava una obra suya, Yola (zarzuela cómica moderna en dos actos), compuesta junto con José María Irueste Germán con libreto del cineasta José Luis Sáenz de Heredia y Federico Vázquez Ochando, de la que destacó el tema Mírame, que alcanzó el número uno en las listas de éxitos españolas de 1942, según datos de la Sociedad General de Autores. Esta obra fue compuesta para el lucimiento de Celia Gámez, y el éxito fue tal que Juan Quintero también fue llamado a componer otra de las comedias musicales de Celia Gámez, Si Fausto fuera Faustina, con libreto de José Luis Sáenz de Heredia. En 1946 compuso dos comedias musicales, Ayer estrené vergüenza y Matrimonio a plazos.
Según el crítico del diario Las Provincias (de Valencia (España), con motivo del estreno de Ayer estrené vergüenza, se trataba de espectáculos presentados con:

efectos vistosos, decorado llamativo, variedades, trajes sucintos, vicetiples gratamente desvestidas, mucha variedad de cuadros, brevedad de los mismos (y esta es nota esencial para que el público esté sin fatiga y con la atención siempre despierta), notas de humor, romanzas con sentimentalismo amerengado, bailes con bandoneón o como se llame eso, y con ritmos sincopados, según la receta americana, y un constante ir y venir de personajes, de trajes variadísimos, de desfiles de chicas amenas y muy seriecitas, con tiples-vedettes y tiples cantoras; por haber vedettes hasta en la orquesta la vemos, no al violín concertino, ni al violonchelo, sino al jazz en tablado aparte para darle a sus adminículos en competencia con los demás nobles instrumentos.

A pesar del grandísimo éxito obtenido de estas comedias musicales, Juan Quintero dejó la composición para el teatro y se dedicó preferentemente a la composición para el cine. Su inicio en el cine fue bastante casual. Juan Quintero vivía en el mismo edificio que la actriz Guadalupe Muñoz Sampedro. En casa de esta actriz coincidió con el actor Juan de Orduña, que luego sería uno de los más importantes directores de posguerra. Juan de Orduña escuchó al maestro Quintero interpretar su Suite granadina, y le propuso realizar un documental sobre Granada basándose en la música. Quintero orquestó la obra y el documental se estructuró a partir de la partitura.
Su primera partitura cinematográfica fue para un cortometraje de Carlos Arévalo titulado Ya viene el cortejo, basado en un poema de Rubén Darío. Juan de Orduña era quien recitaba el poema y quien le proporcionó el trabajo a Quintero. En 1940 participó, junto al maestro Ruiz de Azagra, en la música de la película La gitanilla, dirigida por Fernando Delgado. Meses más tarde compuso ya en solitario la música de La florista de la reina, dirigida por Eusebio Fernández Ardavín.
Juan de Orduña acudió a su amigo Quintero para la realización de su primera película, Porque te vi llorar (1941), y a partir de aquí comenzó una larga y fructífera colaboración.
Juan Quintero puso música desde 1940 hasta que abandonó la composición para el cine, a mediados de los sesenta, a más de un centenar de películas, trabajando con los directores más representativos del momento: Eusebio Fernández Ardavín, José Luis Sáenz de Heredia, Rafael Gil, Ladislao Vajda, Juan de Orduña, etc.
Películas clásicas españolas a las que puso música son: películas históricas como Locura de amor, Agustina de Aragón, Alba de América, Pequeñeces; comedias como Ella, él y sus millones, Deliciosamente tontos, Eloísa está debajo de un almendro; películas folklóricas como Currito de la Cruz, La hermana San Sulpicio.
Como era normal entre los compositores españoles para el cine, Juan Quintero no solo componía la música, sino que tenía que encargarse de la orquestación, la dirección, la contratación de los músicos y la grabación de la música.
En el año 1952, tras varios años como consejero de la Sociedad General de Autores, fue nombrado Jefe de la Sección de Cine tras la muerte de José Forns. A finales de los cincuenta fue dejando de componer para el cine y se dedicó a trabajos administrativos. En parte, esto sucedió debido a su creciente sordera.
Murió el 26 de enero de 1980 a la edad de 76 años.

## Filmografía
- La hermana San Sulpicio (1934)
- La gitanilla (1940)
- La florista de la reina (1940)
- Porque te vi llorar (1941)
- Unos pasos de mujer (1941)
- ¡A mí la Legión! (1942)
- Viaje sin destino (1942)
- El frente de los suspiros (1942)
- Huella de luz (1943)
- Deliciosamente tontos (1943)
- Castillo de Naipes (1943)
- Rosas de otoño (1943)
- Eloísa está debajo de un almendro (1943)
- Lecciones de buen amor (1944)
- El clavo (1944)
- Tuvo la culpa Adán (1944)
- La vida empieza a medianoche (1944)
- Ella, él y sus millones (1944)
- El fantasma y Doña Juanita (1944)
- Tierra sedienta (1945)
- Misión blanca (1946)
- La pródiga (1946)
- Un drama nuevo (1946)
- La muralla feliz (1947)
- Locura de amor (1948)
- Mare Nostrum (1948)
- Currito de la Cruz (1948)
- Yo no soy la Mata-Hari (1948)
- Tres ladrones en la casa (1948)
- La duquesa de Benamejí (1949)
- Aventuras de Juan Lucas (1949)
- Tempestad en el alma (1950)
- Pequeñeces... (1950)
- De mujer a mujer (1950)
- Agustina de Aragón (1950)
- Teatro Apolo (1950)
- Torturados (1950)
- Una cubana en España (1951)
- La corona negra (1951)
- La leona de Castilla (1951)
- La Señora de Fátima (1951)
- Alba de América (1951)
- Lola la Piconera (1951)
- Cerca de la ciudad (1952)
- De Madrid al cielo (1952)
- La hermana San Sulpicio (1952)
- Pluma al viento (1952)
- Sor intrépida (1952)
- Último día (1952)
- Gloria Mairena (1952)
- ¡Che, qué loco! (1952)
- Bajo el cielo de España (1952)
- El seductor de Granada (1953)
- La alegre caravana (1953)
- Aeropuerto (1953)
- Maldición gitana (1953)
- El pórtico de la gloria (1953)
- Nadie lo sabrá (1953)
- Jeromín (1953)
- El alcalde de Zalamea (1953)
- La bella de Cádiz (1953)
- Como la tierra (1953)
- Novio a la vista (1954)
- Aventuras del barbero de Sevilla (1954)
- El torero (1954)
- Un caballero andaluz (1954)
- Tres hombres van a morir (1954)
- Cañas y barro (1954)
- Zalacaín el aventurero (1954)
- La otra vida del capitán Contreras (1954)
- El padre Pitillo (1954)
- Congreso en Sevilla (1955)
- El canto del gallo (1955)
- La lupa (1955)
- La vida en un bloc (1956)
- Faustina (1956)
- Un marido de ida y vuelta (1957)
- María de la O (1958)
- La violetera (1958)
- Café de puerto (1958)
- La copla andaluza (1959)
- El amor que yo te di (1959)
- La cuarta carabela (1961)
- Ventolera (1961)
- El grano de mostaza (1962)
- Rogelia (1962)
- Valiente (1964)
- Escándalo en el internado (1965)

## Premios
Medallas del Círculo de Escritores Cinematográficos
| Año  | Categoría    | Películas                 | Resultado |
| ---- | ------------ | ------------------------- | --------- |
| 1946 | Mejor música | La pródiga Un drama nuevo | Ganador   |